# Luc (évangéliste)
Pour les articles homonymes, voir Luc et Saint Luc.
Luc l'évangéliste ou saint Luc, du grec ancien Λουκᾶς / loukâs, « Luc », est un personnage dont on sait peu de choses mais qui a rédigé  une partie du Nouveau Testament. La tradition chrétienne le considère comme l'auteur de l'évangile qui porte son nom, ainsi que des Actes des Apôtres. Cette hypothèse est admise par le consensus historien, qui situe la rédaction de ces deux textes vers les années 80-85.
Le christianisme le présente à partir du IIe siècle comme un Syrien d'Antioche, médecin de profession et disciple de Paul. Si cette thèse est aujourd'hui rejetée par la majorité des historiens, il n'en reste pas moins que Luc défend Paul contre ses détracteurs, afin de prouver qu'il mérite aussi bien que Pierre le titre d'apôtre, et se fait un ardent prédicateur de la justification (ou le salut) par la foi.

## Biographie

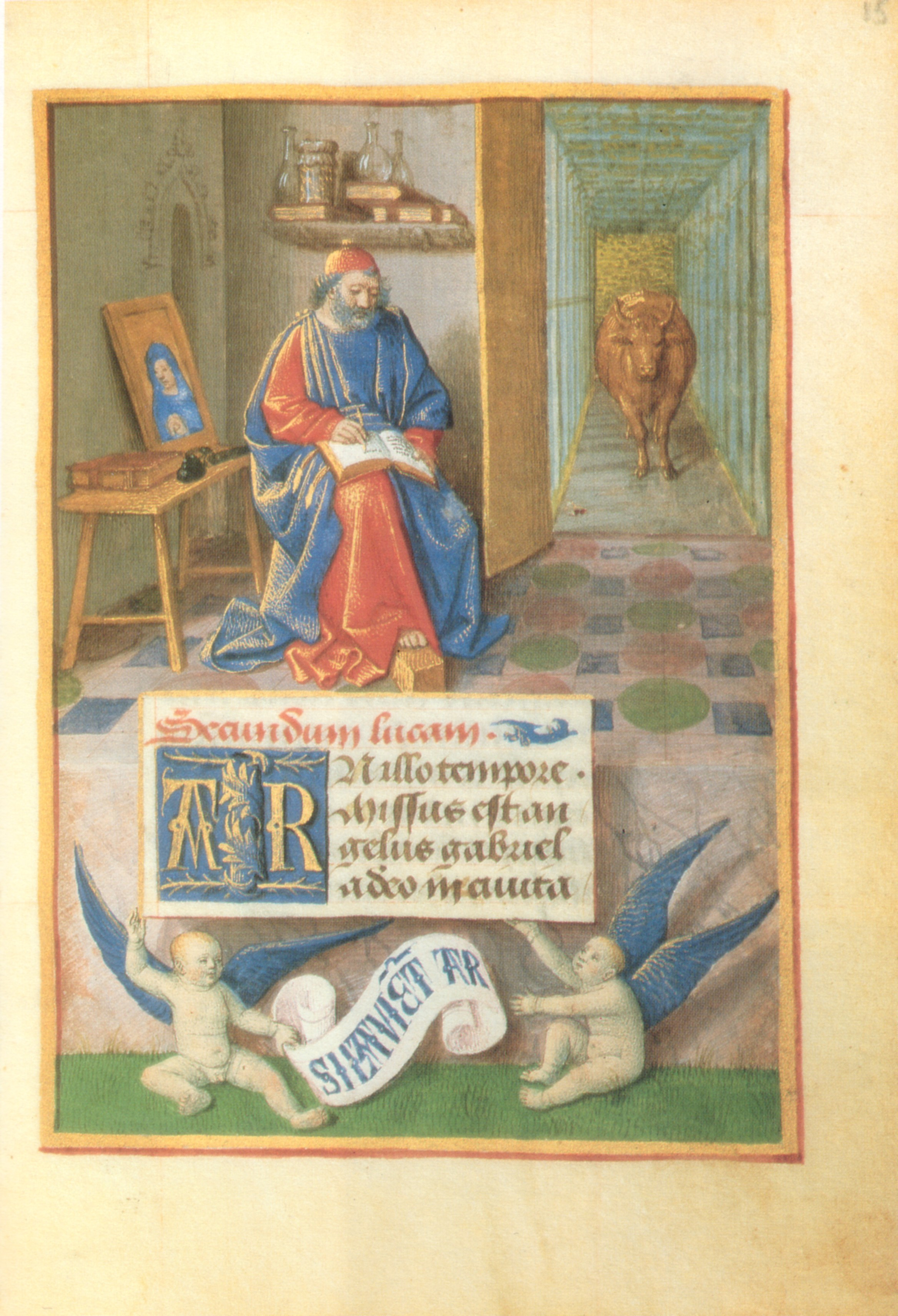
Saint Luc, Jean Fouquet, Heures de Raguier et Robertet, f.15, Pierpont Morgan Library, ms.M834

Luc est un personnage dont on ne sait quasiment rien. Pour Lucien Cerfaux, la seule certitude est qu'il appartient à la deuxième génération des croyants et que son œuvre dépend d'autres sources littéraires. Alors que la tradition en fait un homme cultivé et un Juif hellénisé (comme l'atteste sa maîtrise du grec hébraïsé de la Septante et de la Synagogue de la diaspora juive), la recherche actuelle privilégie l'hypothèse d'un Grec païen qui s'est rapproché du judaïsme au point de devenir un « Craignant-Dieu »,,.
La tradition chrétienne le considère comme l'auteur de l'évangile qui porte son nom ainsi que des Actes des Apôtres. Cette thèse est corroborée par les spécialistes, notamment Daniel Marguerat, qui relève une « homogénéité littéraire et théologique » entre ces deux livres, lesquels forment les « deux volets » d'une même œuvre, dédiés au même personnage nommé « Théophile » et dont on ne sait rien.
Il apparaît en tout état de cause que l'auteur des Actes ne saurait être un compagnon de Paul : en effet, la religion à laquelle renvoie l'Évangile selon Luc « est un christianisme de troisième génération, proche des Pastorales ; or, le discours d'adieu de Paul offre la confirmation de cet état avancé de la chrétienté (Ac 20:25-32) ». La datation du livre des Actes, « rédigé simultanément ou peu après l'évangile », se situe donc entre 80 et 90.
Bien que diverses hypothèses aient été émises, il est impossible d'établir une biographie de Luc et les quelques éléments que l'on peut donner à son sujet sont maigres. Son nom de Λουκᾶς (Loukas) n'est attesté que vers la fin du IIe siècle et, plus tardivement, le canon de Muratori le définit comme un compagnon de Paul, médecin et écrivain, après quoi la tradition attribue cet évangile à « Luc le médecin ». Les prologues antimarcionites à cet évangile décrivent Luc comme un médecin syrien d'Antioche, « disciple des apôtres et de Paul, mort à 84 ans en Béotie », mais la date de ces textes demeure incertaine, tout comme la profession médicale de Luc, qu'aucun élément probant ne vient étayer.
Luc, rompu à la pratique d'un grec littéraire et à la culture hellénistique, n'en connaissait pas moins très intimement la religion juive et l'exégèse rabbinique.

## Hypothèses

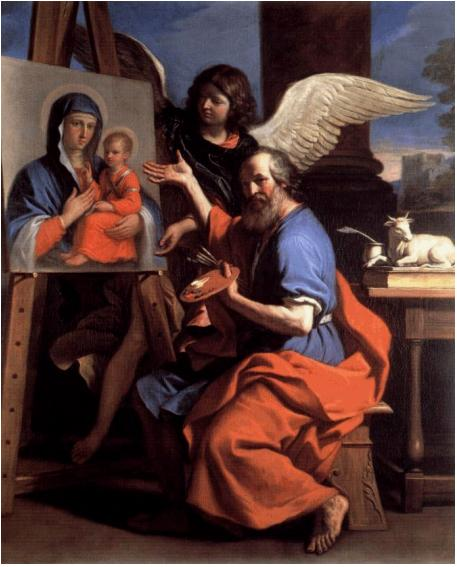
Saint Luc l'évangéliste en peintre, Guerchin

### Éventuel rédacteur du Journal de voyage
L'hypothèse traditionnelle est qu'avec ces récits en « nous » (Actes 16,10-17 ; 20,5 - 21,18 ; 27,1 - 28,16) Luc se serait inclus lui-même comme témoin et acteur des faits relatés.

### Autres éléments
- Deux « nous » sont déjà dans le prologue de l'Évangile écrit avant les Actes.

- Luc figure dans toutes les listes des soixante-dix disciples de Jésus, dont le plus ancien témoin littéraire date du IIIe siècle avec la liste attribuée à Hippolyte de Rome.

## Hagiographie

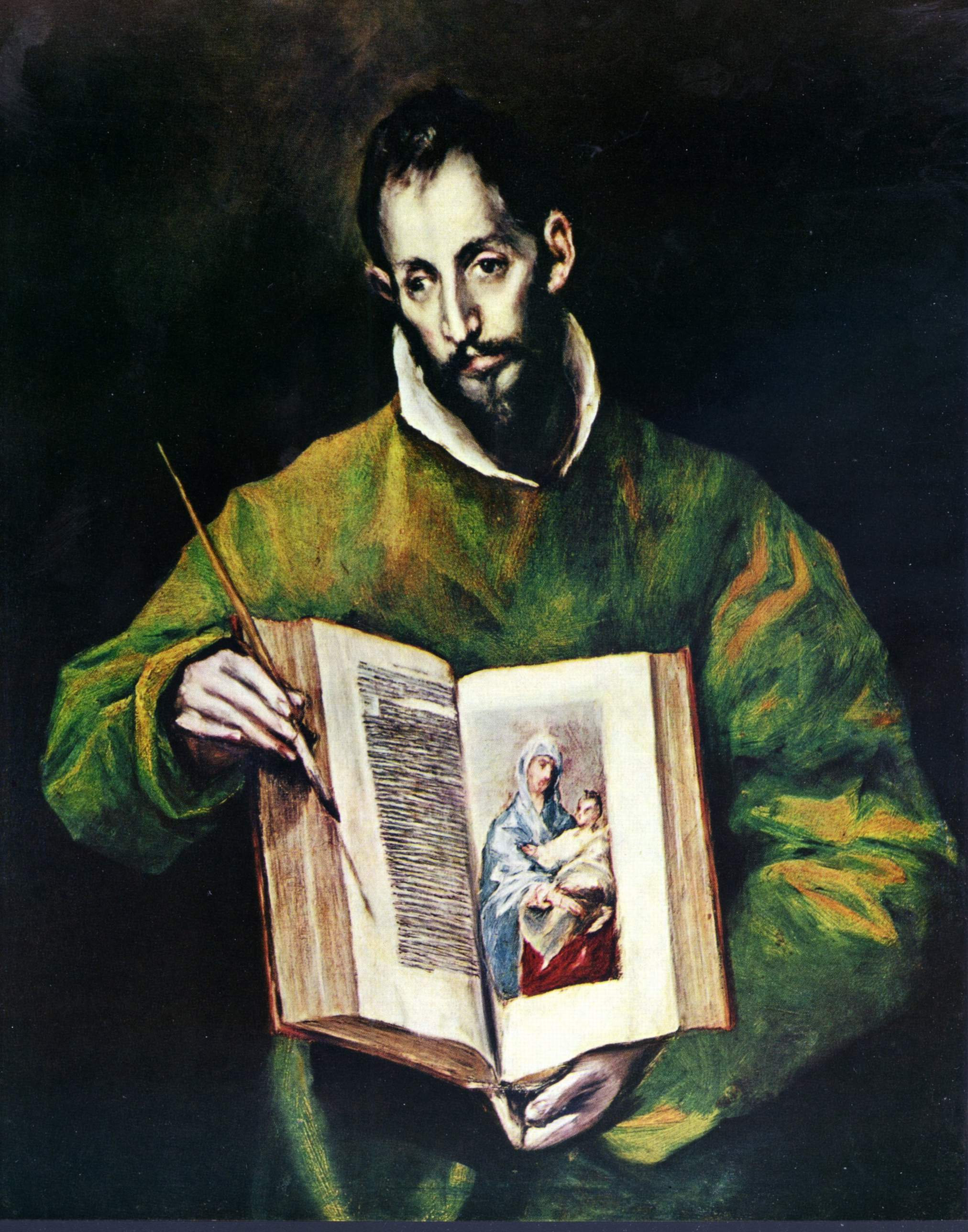
Saint Luc l'évangéliste, peinture à l'huile réalisée par Le Greco.

Les Actes s'achevant brutalement sans que l'on sache ce qu'il advint de Paul, toujours détenu à Rome, le lecteur en conclut que Luc mourut avant lui. Cependant, selon Épiphane (Haer. 51), à la mort de Paul, Luc serait revenu évangéliser en Macédoine. Vivant une vie de moine, il serait mort à l'âge de 84 ans.
Voici quelques écrits des premiers siècles parlant de Luc.
Jérôme estimait que ce propos de Paul concernait l'évangéliste Luc :

« Nous envoyons avec lui le Frère dont la louange dans l'Évangile est répandue dans toutes les Églises, et qui plus est, a été désigné à mains levées par les Églises pour être notre compagnon de voyage dans cette œuvre de bienfaisance, que nous accomplissons à la gloire du Seigneur même, et en témoignage de notre bonne volonté. »

— 2 Co 8.18

« Quant à Luc, Antiochien d'origine et médecin de profession, il fut très longtemps associé à Paul et il vécut plus qu'en passant avec les apôtres ; c'est d'eux qu'il a appris la thérapeutique des âmes, comme il en a laissé des preuves dans deux livres inspirés par Dieu, l'Évangile qu'il témoigne avoir composé d'après les traditions de ceux qui avaient été dès le commencement les spectateurs et les ministres de la parole et dont il affirme qu'il les a suivis dès le début ; et les Actes des Apôtres qu'il a rédigés non pas après les avoir entendus, mais après les avoir vus de ses yeux. »

— Histoire ecclésiastique de Eusèbe de Césarée, écrit du IVe siècle

« Troisièmement, le livre de l'évangile selon Luc. Ce Luc était médecin. Après l'Ascension du Christ, Paul l'ayant pris pour second à cause de sa connaissance du droit, il écrivit avec son assentiment ce qu'il jugeait bon. Cependant lui non plus ne vit pas le Seigneur dans la chair. Et par conséquent, selon ce dont il avait pu s'informer, il commença à le dire à partir de la Nativité de Jean. »

— Canon de Muratori (document romain du milieu du second siècle).
Un prologue grec de Luc datant de la fin du second siècle introduit le troisième évangile comme suit : 

« Luc est en fait un Syrien d'Antioche, médecin de profession. Par la suite il a suivi Paul jusqu'à son martyre. Servant le Seigneur sans reproche, il n'eut ni femme, ni enfants, et mourut à quatre-vingt-quatre ans en Béotie, plein du Saint-Esprit. Quoique des évangiles existassent déjà, celui selon saint Matthieu, composé en Judée, et celui selon saint Marc en Italie, il fut incité par le Saint-Esprit, et composa cet évangile entièrement dans la région avoisinant l'Achaïe; il rend très clair dans le prologue que les autres (évangiles) avaient été écrits avant le sien [...] Plus tard le même Luc écrivit les Actes des Apôtres. »

— Prologue de Luc.

« De son côté Luc, le compagnon de Paul, consigna en un livre l'Évangile que prêchait celui-ci. »

— Irénée de Lyon, Adv. Hae. III, 1, 1 Prologue.
« Luc, notre ami le médecin » est cité à trois reprises à travers l'Épître aux Colossiens (4, 14), l'Épître à Philémon (24) et la 2e Épître à Timothée (4, 11)

## Symbole
Luc est symbolisé par le taureau, parfois ailé. L'attribution des quatre symboles aux évangélistes est tardive.

## Célébration dans la tradition catholique

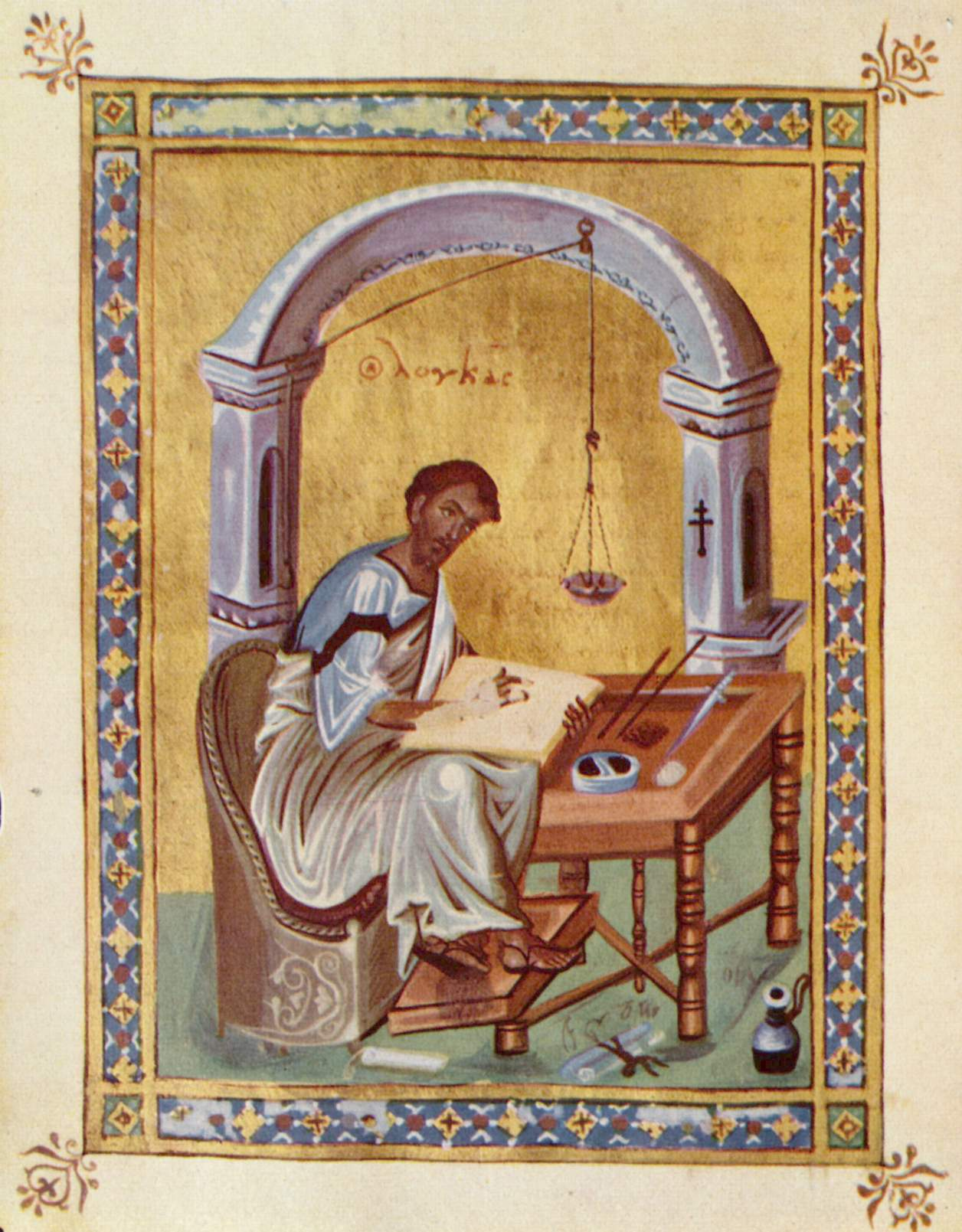
Luc l'évangéliste, enluminure byzantine, Xe siècle.

Saint Luc l'évangéliste est célébré le 18 octobre, et le 22 avril comme l'un des septante disciples par l'Église orthodoxe.
Dans la tradition catholique, Luc est considéré comme le saint patron :
- des médecins et des services de santé, du fait de sa profession,
- des artistes peintres et sculpteurs . « Une légende du VIe siècle fait également de lui l’auteur d’une série d’icônes de la Vierge; on a donc vu en lui le peintre par excellence, celui qui brossa le portrait de la Vierge. À ce titre, il est à la fois considéré comme le saint patron des peintres et des médecins. »[11]. Il s'est ensuivi la création d'une Guilde de Saint-Luc pour les peintres, de graveurs, de sculpteurs et d'imprimeurs, dès le XIVe siècle dans ce qui deviendra l'Italie, les Pays-Bas), les pays rhénans et la France.

De nombreuses académies des Beaux-Arts, notamment l'Accademia di San Luca de Rome et la dizaine d'Instituts Saint-Luc en Belgique et en France, ainsi que des guildes d'artistes s'appellent ou se sont appelées Guildes de Saint-Luc. Dans la tradition chrétienne, saint Luc a représenté en peinture plusieurs fois la Vierge. Bien que leurs datations soient de périodes plus récentes, un certain nombre d'icônes lui sont dévotement attribuées. Ce sont les Vierges dites de Vladimir, de Jérusalem, de Tikhvine, de Smolensk, de Częstochowa et aussi la Vierge de Philerme. Elles sont majoritairement de style Odigitria, litt. « qui montre le chemin ».

## Bibliographie

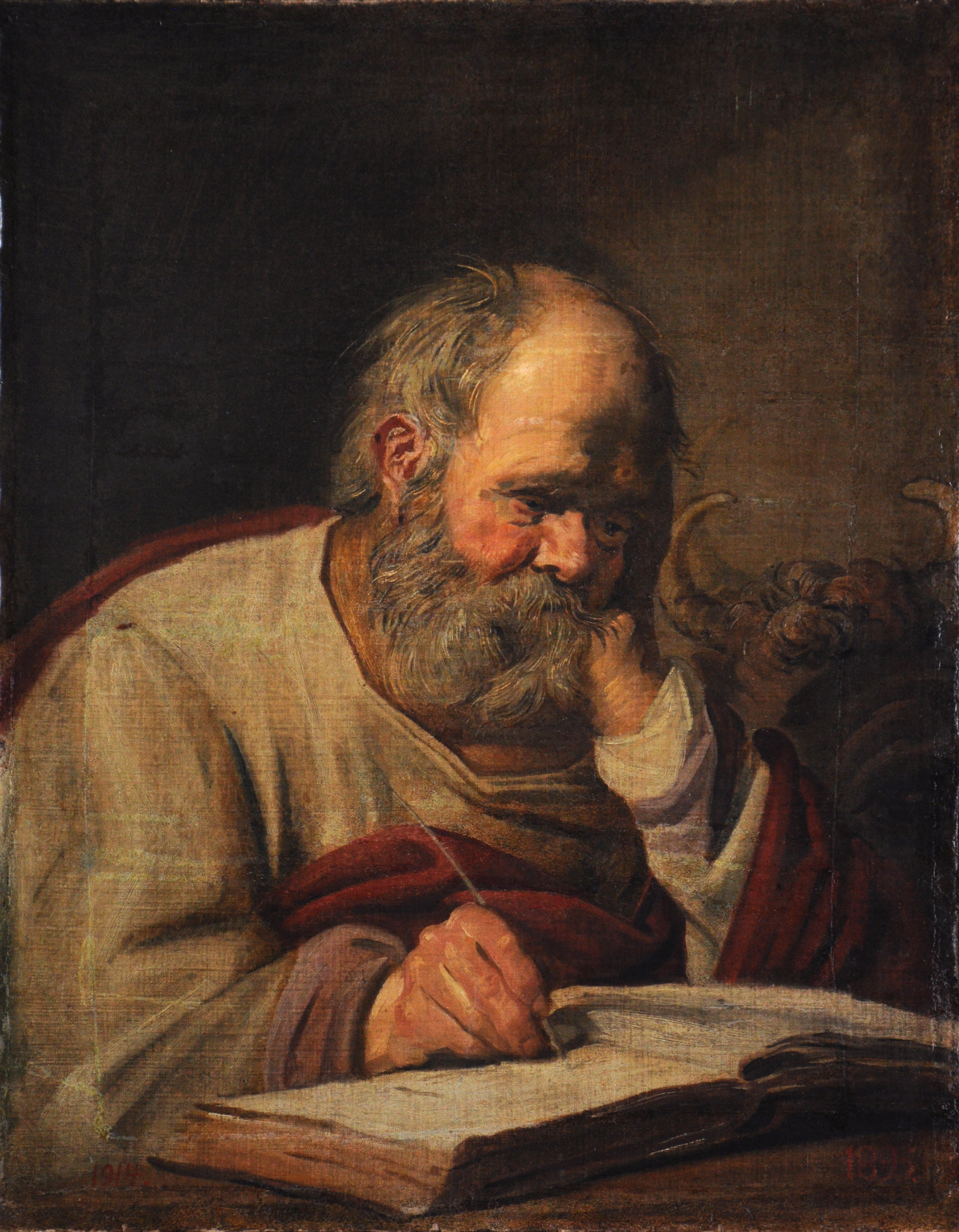
Saint Luc vu par Frans Hals. Musée d'Art occidental et oriental à Odessa

### Exégèse et commentaires bibliques
- Léonce de Grandmaison, L'Évangile selon saint Luc, Études, t. 172, 1922, p.  747-74.
- Xavier Léon-Dufour, Les Évangiles et l'histoire de Jésus, 1986, 526 pages, Éditions du Seuil, Paris
- Daniel Marguerat (dir.), Introduction au Nouveau Testament : Son histoire, son écriture, sa théologie, Labor et Fides, 2008  (ISBN 978-2-8309-1289-0).
- Daniel Marguerat, L'Historien de Dieu : Luc et les Actes des apôtres, Bayard/Labor et Fides, 2018  (ISBN 978-2-8309-1661-4)
- André Méhat, Les écrits de Luc et les événements de 70. Problèmes de datation
- François Nau, « Version syriaque du martyre de saint Luc », Revue de l'Orient chrétien, 1898, p. 151-167 [lire en ligne]

### Ouvrages divers
- Emmanuel Carrère, Le Royaume, P.O.L., 2014
- Thierry Leroy, Le Testament de saint Luc, roman, Albin Michel, 1996

## Iconographie
Saint Luc, v.1330, de Simone Martini, œuvre conservée par le Paul Getty Museum, au Getty Center de Los Angeles, probable panneau droit d'un polyptyque portatif en cinq parties, ou d'un retable à plusieurs volets. trois autres se trouvent au Metropolitan Museum of Art de New York et un, dans une collection privée à New York (mentionné dans John Walsh (trad. de l'anglais), Chefs-d’œuvre du J. Paul Getty Museum : Peintures, Paris, Thames & Hudson, 1997, 128 p. (ISBN 2-87811-128-1), p. 8).